# Belorechensk
Belorechensk, Krasnodar Krai (tiếng Nga: Белореченск) là một thành phố Nga. Thành phố này thuộc chủ thể Krasnodar Krai. Thành phố có dân số 54.028 người (theo điều tra dân số năm 2002). Đây là thành phố lớn thứ 302 của Nga theo dân số năm 2002. Dân số qua các thời kỳ: